# Банкет (мультфильм)
«Банкет» — объёмный мультипликационный фильм режиссёра Гарри Бардина, снятый на киностудии «Союзмультфильм» в 1986 году.

Мультфильм был снят в разгар горбачёвской антиалкогольной кампании.

## Сюжет
У Василия Петровича день рождения, по поводу которого у него дома собрались невидимые гости. Они едят, пьют без меры и танцуют. Банкет заканчивается дракой из-за фонтана из бутылки шампанского, обрызгавшего всех гостей, в которой калечится тамада (с салфеткой на груди), получив от кого-то из гостей удар по голове бутылкой из-под шампанского (тамада как раз и открывал шампанское). Падая, тамада хватается обеими руками за скатерть и сдёргивает её со стола на пол, а остальные гости в панике разбегаются, оставив юбиляра одного. Юбиляр пытается догнать гостей, но поздно. В конце показывается телеграмма от матери юбиляра.
Фильм построен на конкретных предметах застолья, где главными героями являются люди-невидимки.
В начале мультфильма и при накрытии стола звучит вальс Петра Чайковского из первой сцены балета «Лебединое озеро», а во время танцев звучит песня «Малиновки заслышав голосок» в исполнении ВИА «Верасы». Сцена драки после струи из бутылки шампанского была не покадровой анимацией, а была снята «вживую». Для этих съёмок под стол забрались Гарри Бардин и Юрий Норштейн (в титрах не указан) и трясли его.

## Съёмочная группа
- Автор сценария и режиссёр — Гарри Бардин
- Художник-постановщик — Николай Титов
- Кинооператор — Сергей Хлебников
- Художники-мультипликаторы: Ирина Собинова-Кассиль, Ольга Панокина, Сергей Олифиренко
- Звукооператор — Владимир Кутузов
- Монтажёр — Надежда Трещёва
- Редактор — Татьяна Папорова
- Роли озвучивали:
  - Екатерина Васильева — женщина в очках
  - Марина Неёлова — смеющаяся женщина
  - Наталья Тенякова — жена Василия Петровича
  - Алексей Борзунов — язвенник
  - Георгий Бурков — Василий Петрович, юбиляр
  - Армен Джигарханян — мужчина, курящий сигареты «Космос» и говорящий «А-а-а, чёрт!»
  - Вячеслав Невинный — мужчина-любитель поесть, говорящий «Хорошо сидим!»
  - Борис Новиков — тамада, с салфеткой на груди
- Декорации изготовили: Николай Закляков, Виктор Гришин, Михаил Колтунов, Валерий Петров
- Директор съёмочной группы — Григорий Хмара

## Награды
Диплом участника МКФ мультипликационных фильмов в Анси (Франция), 1987 год.